# Kuchamaa
El Kuchamaa  es un distrito histórico ubicado en Tecate, California. El Kuchamaa se encuentra inscrito como un Distrito Histórico en el Registro Nacional de Lugares Históricos desde el 06 de octubre de 1992.

## Ubicación
El Kuchamaa se encuentra dentro del condado de San Diego en las coordenadas 32°34′38″N 116°41′28″O / 32.577222, -116.691111.